# El Dorado, Kansas
El Dorado là một thành phố thuộc quận Butler, tiểu bang Kansas, Hoa Kỳ. Năm 2010, dân số của xã này là 13021 người.

## Dân số
Dân số các năm:
- Năm 2000: 12057 người
- Năm 2010: 13021 người